# 红唇鸢尾兰
红唇鸢尾兰（学名：Oberonia rufilabris）为兰科鸢尾兰属下的一个种。

## 扩展阅读
- 維基物種上的相關：红唇鸢尾兰